# Pachira insignis
Pachira insignis är en malvaväxtart som först beskrevs av Olof Swartz, och fick sitt nu gällande namn av Paul Amédée Ludovic Savatier. Pachira insignis ingår i släktet Pachira och familjen malvaväxter. Inga underarter finns listade i Catalogue of Life.

## Bildgalleri

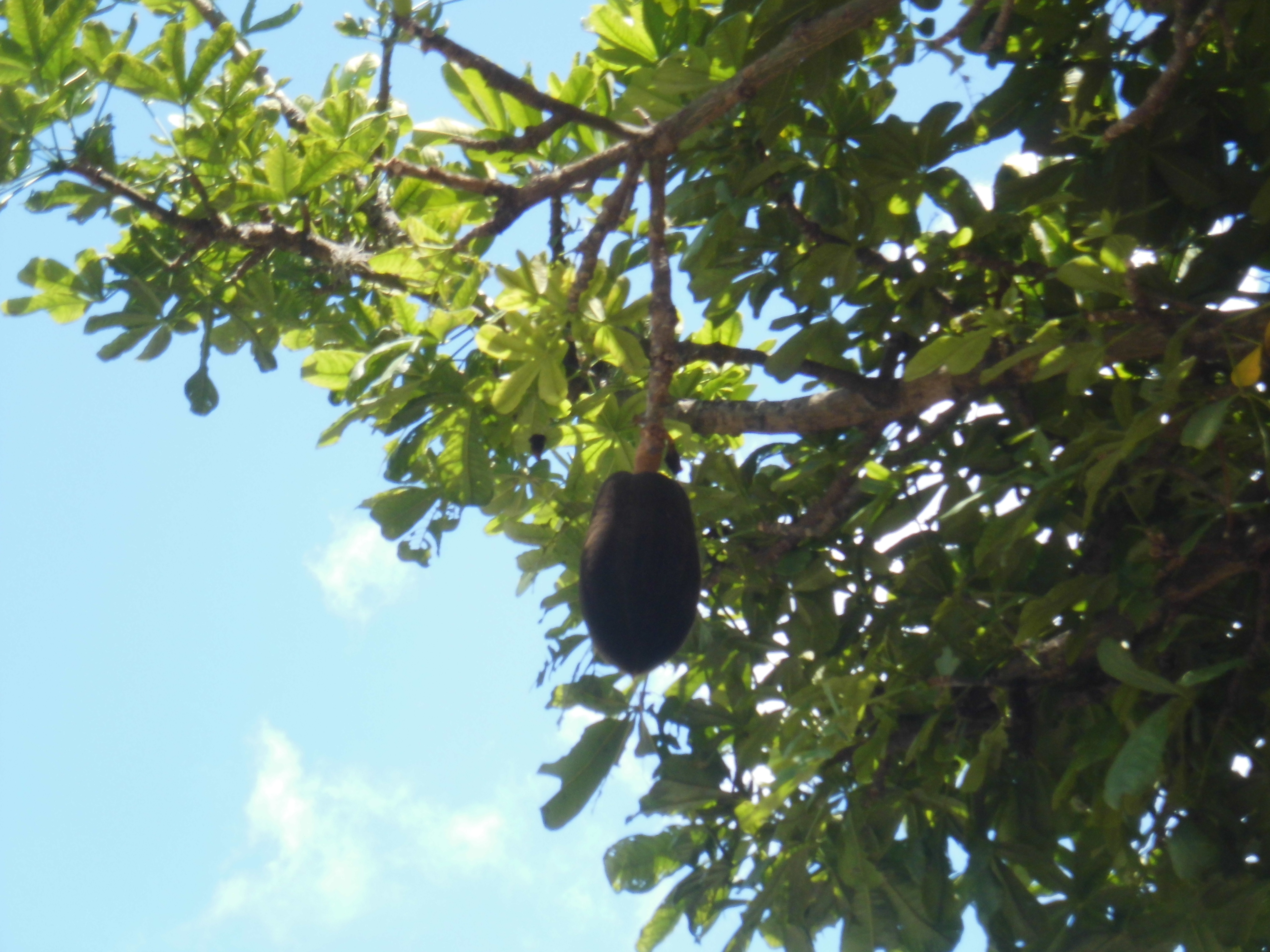